# Théâtre du Tilleul
Le Théâtre du Tilleul est une compagnie professionnelle de théâtre pour l'enfance et la jeunesse belge, fondée en 1981 par Carine Ermans, licenciée en études théâtrales, et Mark Elst, éclairagiste de théâtre.
La compagnie est d'origine belge, et a tourné dans beaucoup de pays depuis 1983, notamment en France, au Luxembourg, en Italie, en Espagne, aux Pays-Bas, en Allemagne, à l'île de La Réunion, au Canada.

## Historique

### Le Théâtre du Tilleul
C'est à leur retour d'un stage d'un an en Tchécoslovaquie (à la Chaire de Marionnettes pour Carine Ermans, et à la Laterna Magika de Joseph Svoboda pour Mark Elst) que Carine et Mark fondent le Théâtre du Tilleul. Depuis la création de Crasse-Tignasse en 1983, la compagnie n'a cessé de se perfectionner et est devenue une référence importante dans le domaine du théâtre d'ombres en Europe. Leurs spectacles sont pour la plupart des adaptations d'œuvres de la littérature jeunesse, et sont tous destinés à un public jeune ou mixte.

### Spectacles
- Crasse-Tignasse d'après le livre Der Struwwelpeter de Heinrich Hoffmann, décembre 1983.
- La Fameuse Invasion de la Sicile par les ours d'après le roman de Dino Buzzati, mai 1989.
- Max et Moritz d'après Max und Moritz de Wilhelm Busch, juin 1993.
- Fantasmagories, décembre 1996 et janvier 1997.
- Moi, Fifi, perdu dans la forêt d'après l'album Moi Fifi de Grégoire Solotareff, octobre 1999.
- Contes d'automne d'après Contes d'automne de Grégoire Solotareff, vendredi 25 octobre 2002.
- Les Mariés de la tour Eiffel de Jean Cocteau, 20, 21 et 22 décembre 2005.
- Le Bureau des Histoires, présenté à la balsamine en décembre 2009, nouvelle création. Ce spectacle est inclus dans le festival 'voyage en théâtre d'ombres' organisé par le théâtre du tilleul lui-même

### Cinéma d'animation
Le Théâtre du Tilleul a également adapté au théâtre les films d'ombres de Lotte Reiniger en proposant une formule de "sonorisation en direct" : tandis que le film est projeté sans son, acteurs et musiciens interprètent musique et texte en direct. Les films suivants ont fait l'objet de cette formule "live" :
- Les aventures du Prince Achmed, décembre 1994.
- Contes en Clair-Obscur, décembre 1997.
- Le docteur Dolittle et ses animaux, décembre 2000.

### Créations audiovisuelles
- Le spectacle Crasse-Tignasse a fait l'objet d'une série télévisée réalisée par la RTBF- Section Jeunesse.
- Le spectacle Contes d'automne a fait l'objet d'une transposition en création radiophonique en 2003. deux versions de cette création : l’une, continue de 52 minutes et l’autre, en feuilleton de 16 épisodes. La version feuilleton a été diffusée en Belgique sur les ondes de La Prem1ère (RTBF), Bruxelles Capitale (qui est devenue VivaCité) et Musiq'3 (ainsi que les radios libres Radio Campus, Radio RUN, Radio Air Libre et Radio Panik) ; a remporté l'adhésion de France Culture, de la Radio Suisse Romande et de Radio Canada, à la suite d'une réunion de la Communauté Radiophonique des Programmes de Langue Française (CRPLF) à Bruges.

### Manifestations
Spécialiste en théâtre d'ombres, le Théâtre du Tilleul a organisé à plusieurs reprises des manifestations autour du sujet, présentées sous la forme de festivals basés à Bruxelles : la série Voyage en Théâtre d'Ombres :
- L'édition 1994, s'est déroulée au Théâtre de la Balsamine, au Goethe-Institut de Bruxelles, et à la Maison du Spectacle La Bellone.
- L'édition 1997, s'est déroulée au Théâtre de la Balsamine, au Goethe-Institut de Bruxelles, et aux Halles de Schaerbeek.
- L'édition 2000, dans le cadre de Bruxelles 2000, s'est déroulée au Théâtre de la Balsamine, au Centre Culturel Jacques Franck, aux Halles de Schaerbeek, au  Théâtre Les Tanneurs, au Goethe-Institut de Bruxelles, au Musée du cinéma de Bruxelles, et au Théâtre Les Tanneurs.
- L'édition 2009 se déroulera essentiellement au Théâtre de la Balsamine.

Le Théâtre du Tilleul a également initié des manifestations autour de la littérature jeunesse :
- Autour de Crasse-Tignasse, décembre 1995.
- Le monde de Solotareff.
- Un concours d'écriture de comptes, à l’occasion des représentations de Contes d’automne au Théâtre les Tanneurs du 17 au 29 décembre 2003.

### Convention
Le Théâtre du Tilleul est une association sans but lucratif conventionnée dans le cadre du décret relatif au théâtre pour l'enfance et la jeunesse depuis 2001 et bénéficie donc de l'aide du Ministère de la Communauté française de Belgique, Direction générale de la Culture, Service général des Arts de la scène. Le Théâtre du Tilleul est membre de la chambre des théâtres pour l'Enfance et la Jeunesse (CTEJ) et de l'UNIMA.